# Foltosszárnyjegyű rabló
A foltosszárnyjegyű rabló (Lestes barbarus) a rabló szitakötők családjába tartozó, eredetileg Dél- és Közép-Európában honos szitakötőfaj.

## Megjelenése
A foltosszárnyjegyű rabló a Lestes nemen belül viszonylag nagy: testhossza átlagosan 45 mm, szárnyfesztávolsága 54 mm. Nevét legjellegzetesebb tulajdonságáról kapta; míg a legtöbb szitakötő szárnyjegye egyszínű, az övé félig sötétbarna, félig fehér (az Ibériai-félszigeten élő hím példányoknál a fehér rész jóval kisebb). Torának és potrohának oldala világoszöld vagy sárgászöld, felső része fémes zöld, amely ahogy idősödnek bronzossá sötétedik. A tor felső oldalán a sötétzöld alapon keskeny világoszöld csíkok figyelhetők meg. Szemei zöldek. A potrohfüggelékek és a potroh két legutolsó szelvényének oldala fehér. Pihenő állapotban szárnyait félig nyitva (45°-os szögben) tartja.
Kétszínű szárnyjegye alapján minden más hazai fajtól jól elkülöníthető. Közeli rokonaitól (réti rabló, lomha rabló) abban is különbözik, hogy toroldalán és potrohán teljesen hiányzik a hamvaskék elszíneződés. 

## Elterjedése
Eredetileg dél- és közép-európai, valamint észak-afrikai faj volt, de az 1990-es évek közepétől nagymértékben kiterjesztette életterét északra és keletre. A Brit-szigeteken 2002-ben észlelték először. Ma már Mongóliában és Észak-Kínában is előfordul. Magyarországon az egész országban - de főleg a síkvidékeken - megtalálható. 

## Életmódja
Lárvája sekély, gyorsan átmelegedő kis tavacskákban, nagyobb pocsolyákban, belvizekben él, amelyek többnyire nyáron teljesen kiszáradnak. Képes elviselni a kissé sós vagy szikes vizet. A lárva az áttelelő petéből tavasszal korán kikel és igen gyorsan, két hónap alatt kifejlődik; sokszor már májusban átalakul imágóvá. A felnőtt rablók nálunk nyár végéig repülnek. A mediterrán régióban március-október között aktív. Igen nagy távolságokra is elvándorol. Párosodás után a hím és nőstény tandem formációban marad, míg a nőstény a vízparti növényekre lerakja petéit.
Magyarországon nem védett.

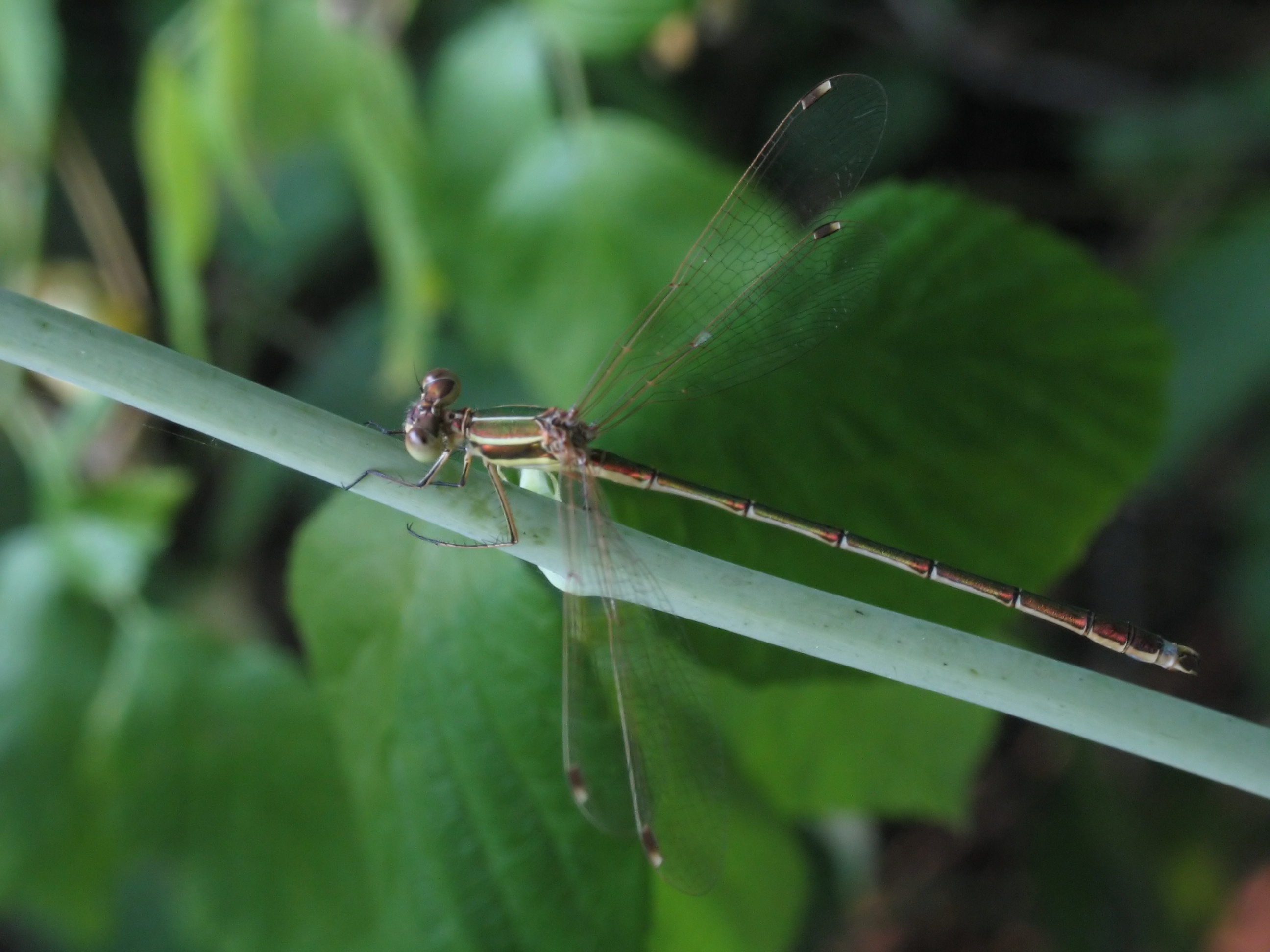
Hím
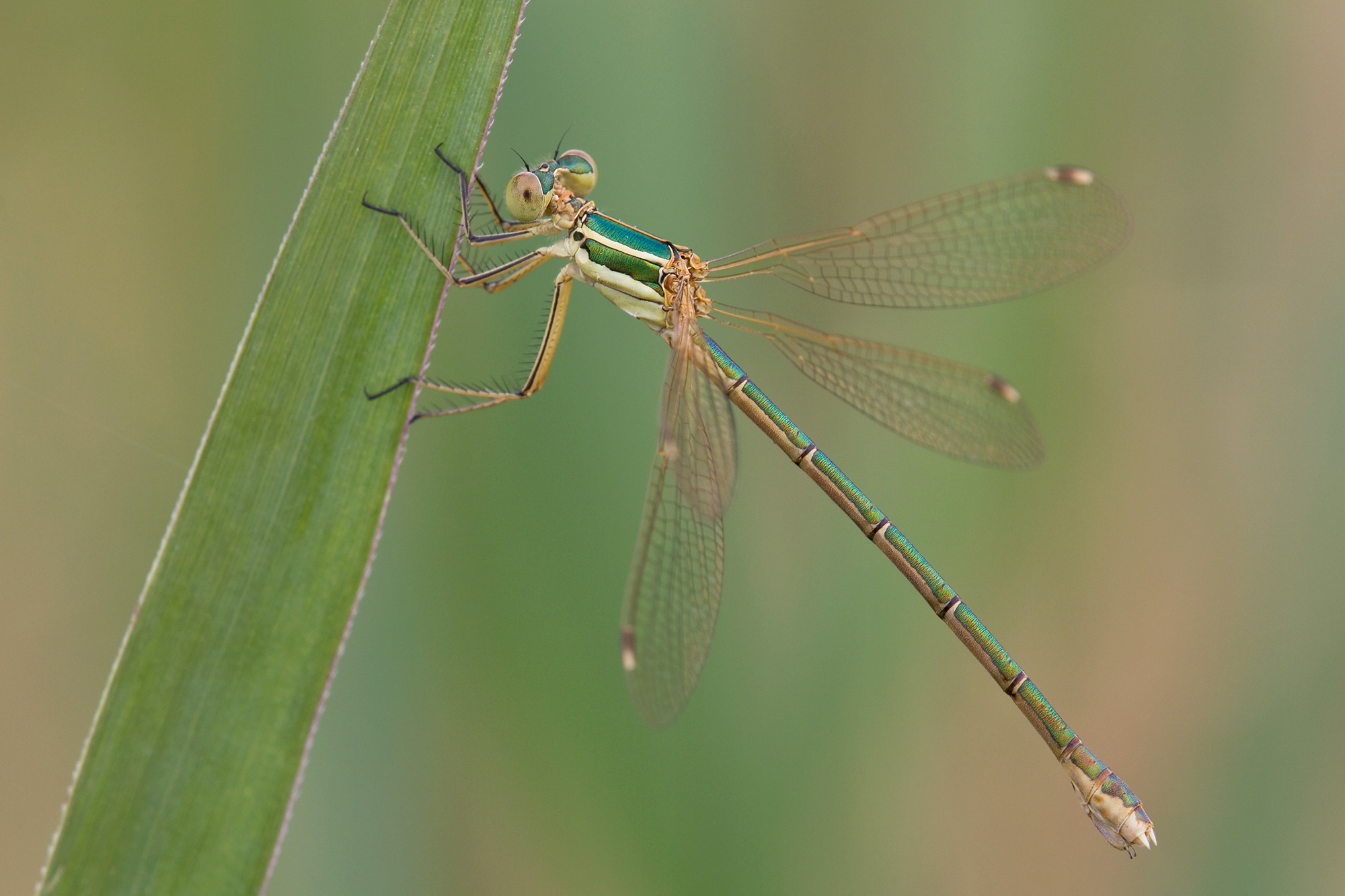
Nőstény
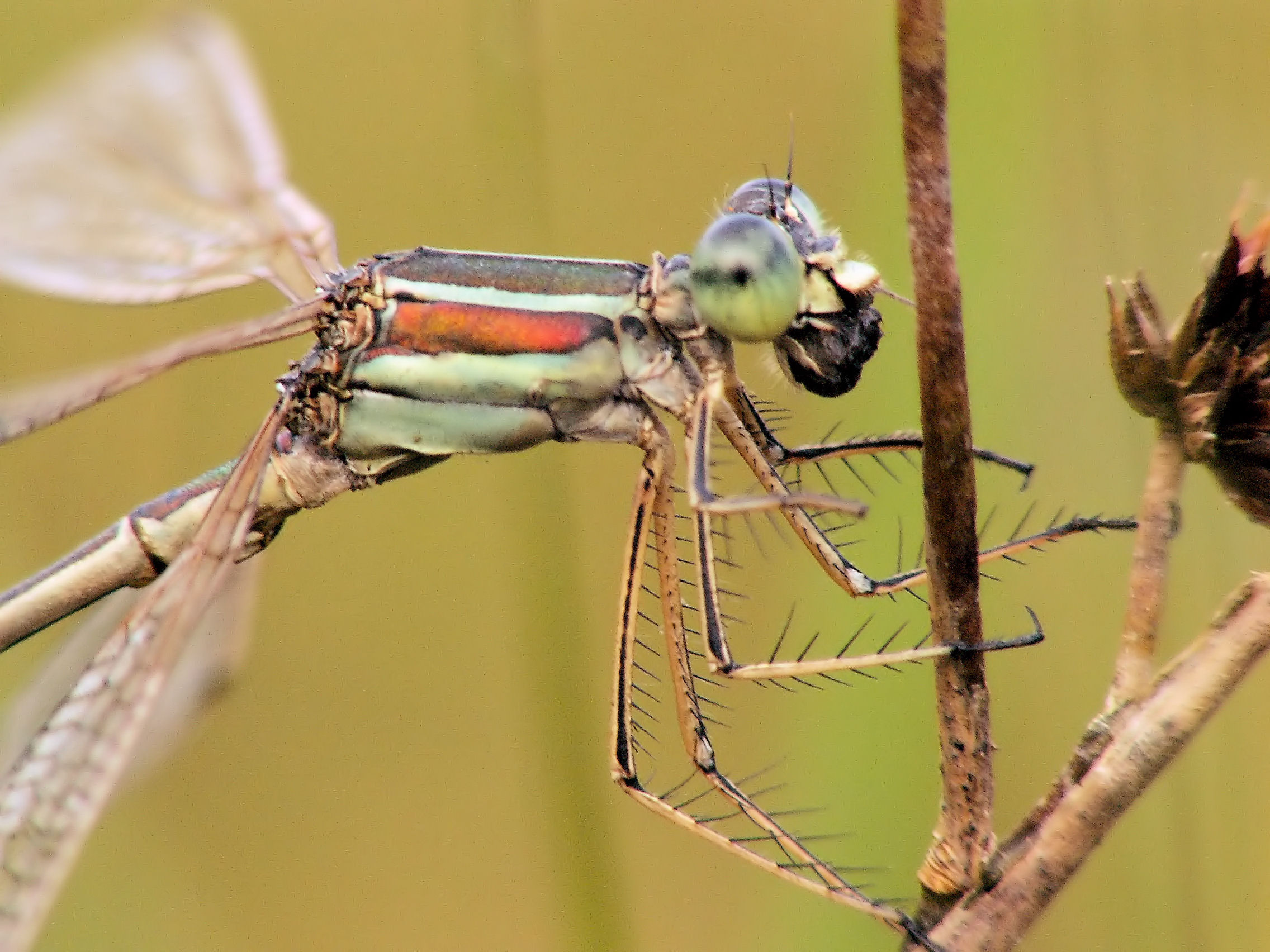
Hím közelről
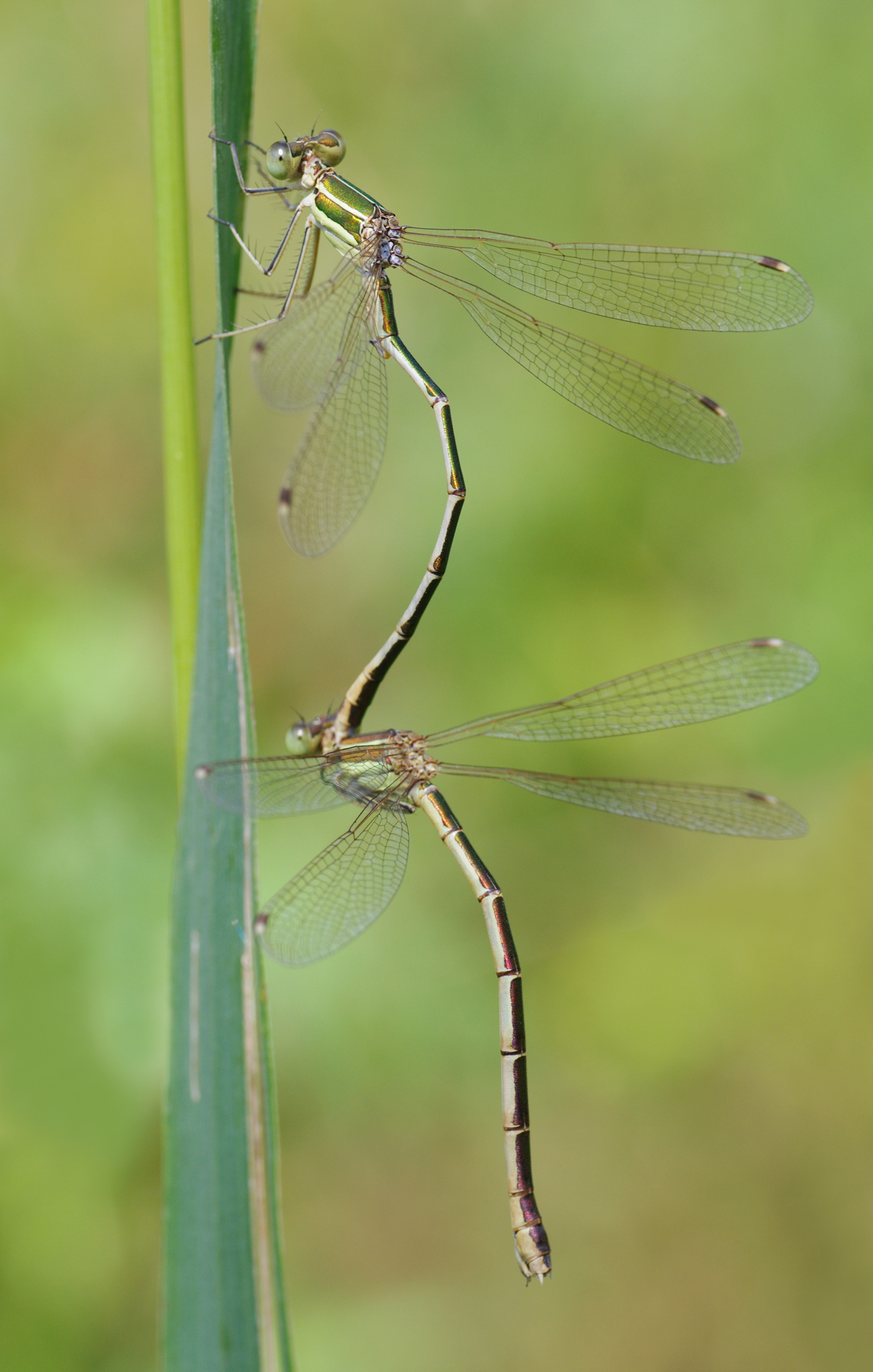
Párosodó foltosszárnyjegyű rablók